# 烏達鞮侯
烏達鞮侯単于（うたつていこうぜんう）は、匈奴の単于。姓は攣鞮氏、名は烏達鞮侯。呼都而尸道皋若鞮単于の子。
46年に匈奴の単于として即位するが、同年に死去した。